# Инвектива
Инвекти́ва (от лат. invectiva (oratio)) — форма литературного произведения, одна из форм памфлета, осмеивающего или обличающего реальное лицо или группу. В современности термин используется для обозначения не только литературных произведений, но и выступлений, речей, выпадов и т. п. оскорбительного характера, обличающих кого-либо.
Слово латинского происхождения, от invectio «ввоз, привоз, въезд; нападки, выпады, брань», которое в свою очередь образовано (через причастную форму) от глагола veho «везу». Таким образом, переносное значение «нападки, брань» имеется уже в латинском языке, и наиболее точный перевод на русский язык с сохранением значений — это «наезд» (в смысле вербальной агрессии).
Инвектива, появившаяся в античной литературе, отличается резкостью обличения и является разновидностью публицистики в близкой к памфлету форме, одним из наиболее известных примеров являются взаимные инвективы, приписываемые Гаю Саллюстию Криспу и Марку Туллию Цицерону (лат. Invectiva in Ciceronem и Invectiva in Sallustium).
Инвектива отличается от эпиграммы необязательностью стихотворной формы (в современном, начиная от Марциала, понимании эпиграммы) и отсутствием развлекательного юмористического аспекта, обычно присущего эпиграмме, но обычно имеет общую с ней сатирическую окраску.
Как культурный феномен инвектива — это социальная дискредитация кого-либо посредством вербального или письменного оскорбительного сообщения. Стандартная модель инвективы — это описание нарушения культурных требований со стороны цели, при этом реальность ситуации никак не регламентируется и может быть очевидной выдумкой. В упрощённом варианте вербальное сообщение может быть заменено жестами, которые считаются оскорбительно-непристойными.
Суть использования инвективы — попытка снижения репутации адресата в группе (социуме), дополнительно может иметься цель провокации на определённые действия.
В современности инвектива понимается не строго в литературном смысле и имеет два варианта трактовки. В узком смысле инвективой называется оскорбление, использующее обсценную лексику. В широком смысле инвектива — это любая вербальная агрессия, включая сплетни, клевету, инсинуации и т. п., «наезд» в самом общем понимании.
Обе трактовки некорректны: инвективные высказывания вовсе не обязательно должны содержать обсценную лексику (публично это далеко не всегда возможно и целесообразно), а смешивать именно инвективу с любой попыткой дискредитации смысла нет: инвективу можно назвать жанром в литературном смысле, в отличие от клеветы или сплетен.
В строгом смысле инвектива — это приписывание именно нарушения требований и запретов соответствующей культуры. В словаре под ред. А. А. Грицанова приведены наглядные примеры инвективных терминов для различных аксиологических ценностей:
- трудовые навыки: «неумеха» (эскимосы);
- пищевые запреты и предписания — поедание табуированной пищи: «ты ешь зелёных китайских тараканов» (Самоа);
- жёсткая регламентация секса — ненормативное поведение в данной сфере: инцестуозные оскорбления, приписывание перверсий;
- чистоплотность — приписывание несоблюдения гигиены: «грязный», «немытый»;
- родственные узы — вывод адресата за семью: «bastard», «сукин сын»;
- религиозность — вывод адресата из «сферы божественного покровительства»: англ. God damn — «будь ты проклят [богом]», «иди к чёрту» и т. п.

Семантическое ядро инвективы — гипотетический факт нарушения нормативного запрета адресатом, поэтому важно именно эмоциональное содержание, а не денотат. Поэтому при изменении культур со временем инвективные выражения могут терять свои свойства: так, «чёрт побери» в современности не является инвективой, в отличие от Средних веков, а многие субкультуры сейчас воспринимают обсценную лексику как культурему без негативного смысла. Для русского языка основу инвективных языковых средств составляют идиш, язык офеней и цыган (приблизительно с XIX века).
В качестве инвективы могут использоваться лексемы, не имеющие инвективной и даже экспрессивной эмоциональной окраски сами по себе, если употребляются в специфическом контексте. Наглядный пример: зоометафоры.
При этом они могут использоваться как в связи с устойчивыми ассоциациями («осёл» — значит тупой и упрямый), так и произвольно, без наличия у цели инвективы каких-либо специфических качеств («сука» или нем. «Schwein»). Более того, возможно отчётливое несоответствие: инвективная лексема «сука» может быть адресована не только женщине, но и мужчине.
Инвективное значение может возникнуть и при столкновении с субкультурой. Например, инвективная лексема «козёл» слабо экспрессивна в общей русской культуре, но является сильным оскорблением в уголовной. Во французском языке слово «phoque» («тюлень») является обозначением гомосексуалиста, которое оскорбительно в общей культуре и нейтрально в гомосексуальной среде. Также одно и то же слово, являясь инвективным в разных языках, может иметь различные оттенки смысла. Например, на русском «ворона» — это «ротозей», на французском «corbeau» — «алчный, бессовестный человек».
Таким образом, понимание инвективы зависит от многих лингвистических, общих культурных и субкультурных факторов, «инвектива — нейро-психо-лингво-социо-культурный феномен».

## Социальная роль инвективы
Инвектива появилась в Древней Греции по сути как литературный жанр, но затем — обычно в достаточно сокращённом варианте — стала одним из механизмов замещения физической агрессии на вербальную. Английский невролог Джон Хьюлингс Джексон очень образно и верно сказал:
«Человек, которому вы наступили на мозоль, либо обругает вас, либо ударит. Обращение к тому и другому сразу происходит редко. Так что верно мнение: тот, кто первым на свете обругал своего соплеменника, вместо того, чтобы раскроить ему череп, тем самым заложил основы нашей цивилизации».
Поэтому культурологи указывают, что если в культуре имеется мало инвективных идиом, то это компенсируется значительным увеличением в языке вежливых форм, а сама культура придаёт большое значение внешнему этикету. Уменьшение же экспрессивности восприятия инвективных выражений вызывает рост вандализма и беспричинных преступлений вида мелкого хулиганства.